# 皇牌空戰X 詭影蒼穹
《皇牌空戰X 詭影蒼穹》是一款在PlayStation Portable平臺上的电子游戏。它是皇牌空戰系列中的第七作，也是本系列第一作出現在PlayStation Portable系統里面，和本系列第二次在便攜式遊戲機上出現的作品。它在美國于2006年10月24日首次發行。

## 故事劇情
在Strangereal世界的2020年，Osea大陸的南方國家—Aurelia被它北方的鄰國Leaseth所侵略，Leaseth軍所使用的超兵器Glepnir隱形飛船把Aurelia軍幾乎全滅，Leaseth最終成功占領Aurelia的首都。不過，Aurelia空軍因為有Gryphus中隊的皇牌機師Gryphus 1的英勇作戰下，為Aurelia軍的殘兵餘將提振士氣，成功把Leaseth軍擊退解放國家。不過，戰地記者Albert Ganette卻懷疑Leaseth的軍政府領袖Navarro侵略Aurelia，其實是另有企圖……